# Much Ado About Nothing (film 1913)
Much Ado About Nothing è un cortometraggio muto del 1913 diretto da Phillips Smalley.
Interpretato da Pearl White e da Chester Barnett, è una delle prime versioni della commedia shakespeariana Molto rumore per nulla.

## Produzione
Il film fu prodotto dalla Crystal Film Company.

## Distribuzione
Il film - un cortometraggio di 150 metri - venne distribuito nelle sale dalla Universal Film Manufacturing Company il 2 settembre 1913. Nelle proiezioni, veniva programmato con il sistema dello split reel, accorpato in un'unica bobina con un altro cortometraggio prodotto dalla Crystal Film Company, la commedia Baldy Belmont and the Old Maid.